# کریستوفر ای. ری
کریستوفر اَشر رِیْ (انگلیسی: Christopher Asher Wray؛ زادهٔ ۱۷ دسامبر ۱۹۶۶) وکیل آمریکایی و مدیر اداره تحقیقات فدرال است. او پیشتر از ۲۰۰۳ تا ۲۰۰۵ دستیار دادستان کل بوده‌است. در ۷ ژوئن ۲۰۱۷ رئیس‌جمهور دونالد ترامپ اعلام کرد قصد دارد او یا را به عنوان مدیر اف‌بی‌آی نامزد کند. او در ۱ اوت ۲۰۱۷ با رأی ۹۲–۵ از سوی مجلس سنای ایالات متحده آمریکا تأیید شد.